# Josep Fontana i Lázaro

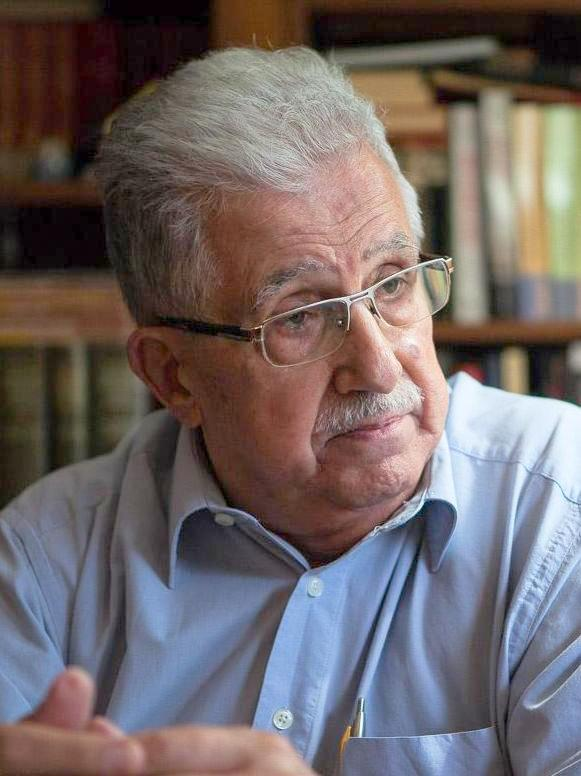
Josep Fontana (Sept. 2017)

Josep Fontana i Lázaro (* 20. November 1931 in Barcelona; † 28. August 2018 ebenda), bekannt als Josep Fontana, war ein spanischer Historiker.

## Leben
Josep Fontana i Lázaro studierte Philosophie und Literatur und spezialisierte sich in Geschichte an der Universität Barcelona, wo er 1956 seinen Abschluss machte. 1970 promovierte er an derselben Universität. Er war Gründer und für zehn Jahre Direktor des Universitätsinstituts für Geschichte an der Universität Pompeu Fabra. Außerdem war er Universitätsprofessor an der Universität Barcelona, der Universität Valencia und der Universität Liverpool.
Im Jahr 2006 wurde er mit dem Creu de Sant Jordi ausgezeichnet, und im Jahr 2007 erhielt er den ersten „Nationalpreis für berufliche und künstlerische Laufbahn“ (katalanisch: Premi Nacional a la Trajectòria Professional i Artística), verliehen von der Generalitat de Catalunya. Im Jahr 2009 wurde er vom Kollegium der Wirtschaftswissenschaftler von Katalonien als Ehrenmitglied ausgezeichnet.
Als Schüler von Jaume Vicens Vives und Ferran Soldevila widmete er sich hauptsächlich der Forschung im Bereich der Wirtschaftsgeschichte und der spanischen Geschichte des 20. Jahrhunderts. Darüber hinaus lassen sich in seinen Werken Einflüsse von Pierre Vilar, Antonio Gramsci und Walter Benjamin erkennen. Er arbeitete als Mitarbeiter für die Geschichtsmagazine Recerques und L’Avenç. Er war auch Mitglied des Herausgeberbeirats der politischen Zeitschrift Sin Permiso.

## Historische Forschung
Seine historische Analyse war sehr kritisch gegenüber dem Prozess und der Art und Weise des spanischen Übergangs zur Demokratie, der nach dem Tod des Diktators Franco zur parlamentarischen Monarchie unter Juan Carlos I. führte.
In einem Interview mit Vilaweb vom 12. Juli 2007, äußerte er sich, nachdem er den nationalen Kulturpreis Kataloniens für seine berufliche und künstlerische Laufbahn erhalten hatte, zu den Beziehungen zwischen Staat und Nation, zum politischen Übergang in Spanien, zur sozialen Verantwortung der Historiker sowie zu Europa. Er zeigte sich dabei eher kritisch gegenüber dem spanischen Staat und unterstrich diese Kritik unter anderem mit den Worten: „Ich bin für die Unabhängigkeit, wenn sie ohne Schaden für jemanden umsetzbar ist“.
Josep Fontana i Lázaro hat der Universität Pompeu Fabra seine persönliche Bibliothek mit mehr als 40.000 Bänden gespendet, wobei besonders der Bestand an alten Flugblättern aus dem 19. Jahrhundert hervorsticht. Nach seinem Tod widmete ihm die Universität einen Lehrstuhl.

## Veröffentlichte Werke
- 1971 – La quiebra de la monarquía absoluta (1814-1820) (Der Zusammenbruch der absoluten Monarchie)
- 1979 – La crisis del Antiguo Régimen (Editorial Crítica) (Die Krise des Alten Regimes)
- 1981 – Cambio económico y actitudes políticas en la España del siglo XIX (Editorial Ariel) (Wirtschaftlicher Wandel und politische Einstellungen im 19. Jahrhundert Spaniens)
- 1982 – Historia: análisis del pasado y proyecto social (Editorial Crítica) (Geschichte: Analyse der Vergangenheit und des sozialen Projektes)
- 1992 – La història després de la fi de la història (Eumo Editorial) (Die Geschichte nach dem Ende der Geschichte)
- 1994 – Europa ante el espejo (Editorial Crítica) (Europa vor dem Spiegel)
- 1999 – Enseñar historia con una guerra civil de por medio (Editorial Crítica) (Geschichte unterrichten mit einem Bürgerkrieg dazwischen)
- 1999 – Introducció a l'estudi de la història (Editorial Crítica) (Einführung in das Studium der Geschichte)
- 2000 – La història dels homes (Editorial Crítica) (Die Geschichte der Menschen)
- 2005 – Aturar el temps (Editorial Crítica) (Die Zeit anhalten)
- 2006 – De en medio del tiempo (Editorial Crítica) (Mitten in der Zeit)
- 2006 – La construcció de la identitat (Editorial Base) (Der Aufbau der Identität)
- 2007 – Historia de España, vol. 6: La época del liberalismo (Crítica-Marcial Pons) (Geschichte Spaniens, Band 6: Die Ära des Liberalismus)
- 2010 – L'ofici d'historiador (Documenta Universitària) (Der Beruf des Historikers)
- 2011 – Por el bien del imperio. Una historia del mundo desde 1945 (Pasado & Presente) (Zum Wohl des Imperiums. Eine Geschichte der Welt seit 1945)
- 2013 – El futuro es un país extraño. Una reflexión sobre la crisis social de comienzos de siglo (Pasado & Presente) (Die Zukunft ist ein fremdes Land. Eine Reflexion über die soziale Krise zu Beginn des Jahrhunderts)
- 2014 – La formació d'una identitat. Una història de Catalunya (Eumo Editorial) (Die Bildung einer Identität. Eine Geschichte Kataloniens)
- 2017 – El siglo de la revolución (Editorial Crítica) (Das Jahrhundert der Revolution)
- 2018 – L'ofici d'historiador (nova edició ampliada, Arcàdia) (Der Beruf des Historikers, erweiterte Neuauflage)
- 2018 – Sobre la història i els seus usos públics (Publicacions de la Universitat de València) (Über Geschichte und ihre öffentliche Nutzung)
- 2018 – La crisi com a triomf del capitalisme. Anàlisi del passat i perspectives marxistes (obra pòstuma, Tres i Quatre) (Die Krise als Triumph des Kapitalismus. Analyse der Vergangenheit und marxistische Perspektiven)
- 2019 – Capitalisme i democràcia 1756–1848 Com va començar aquest engany (obra pòstuma, Edicions 62) (Kapitalismus und Demokratie 1756–1848 Wie begann dieser Betrug)